# Pelurga contrastata
Pelurga contrastata là một loài bướm đêm trong họ Geometridae.